# بلمور، نیو ساوت ولز
بلمور (به انگلیسی: Belmore) یک حومه شهر در استرالیا است که در نیو ساوت ولز واقع شده‌است.